# کارولین هرون
کارولین هرون (انگلیسی: Caroline Heron؛ زادهٔ ۳ نوامبر ۱۹۹۰) بازیکن فوتبال اهل بریتانیا است.